# Coupe du monde de voile 2014-2015
Navigation
Édition précédente Édition suivante
La Coupe du monde de voile 2014-2015 est constituée de 6 étapes dont une finale regroupant les meilleurs de chaque discipline. Les épreuves inscrites à cette Coupe du monde sont celles sélectionnées pour les prochains Jeux olympiques et Jeux paralympiques.

## Les étapes
| Dates             | Lieu                 |
| ----------------- | -------------------- |
| 14 au 18 octobre  | Qingdao              |
| 26 au 30 novembre | Abu Dhabi (Finale)   |
| 7 au 14 décembre  | Melbourne            |
| 26 au 31 janvier  | Miami                |
| 20 au 26 avril    | Hyères               |
| 8 au 14 juin      | Weymouth et Portland |

## Classement des médailles
| Rang | Nation           | Or | Argent | Bronze | Total |
| ---- | ---------------- | -- | ------ | ------ | ----- |
| 1    | Australie        | 10 | 8      | 8      | 26    |
| 2    | Royaume-Uni      | 7  | 6      | 2      | 15    |
| 3    | Chine            | 3  | 2      | 2      | 7     |
| 4    | Nouvelle-Zélande | 3  | 2      | 2      | 7     |
| 5    | France           | 2  | 4      | 3      | 9     |
| 6    | Norvège          | 2  | 0      | 2      | 4     |
| 7    | Autriche         | 2  | 0      | 1      | 3     |
| 8    | Croatie          | 1  | 4      | 0      | 5     |
| 9    | Grèce            | 1  | 3      | 1      | 5     |
| 10   | Russie           | 1  | 2      | 3      | 6     |
| 11   | Espagne          | 1  | 1      | 3      | 5     |
| 12   | Italie           | 1  | 1      | 2      | 4     |
| 13   | Pays-Bas         | 1  | 1      | 1      | 3     |
| 14   | Belgique         | 1  | 1      | 0      | 2     |
| 15   | Danemark         | 1  | 0      | 2      | 3     |
| 16   | Allemagne        | 1  | 0      | 1      | 2     |
| 17   | Lituanie         | 1  | 0      | 0      | 1     |
| 17   | Pologne          | 1  | 0      | 0      | 1     |
| 17   | Slovénie         | 1  | 0      | 0      | 1     |
| 20   | États-Unis       | 0  | 1      | 2      | 3     |
| 21   | Biélorussie      | 0  | 1      | 0      | 1     |
| 21   | Chypre           | 0  | 1      | 0      | 1     |
| 21   | Finlande         | 0  | 1      | 0      | 1     |
| 21   | Portugal         | 0  | 1      | 0      | 1     |
| 21   | Suède            | 0  | 1      | 0      | 1     |
| 26   | Canada           | 0  | 0      | 2      | 2     |
| 26   | Japon            | 0  | 0      | 2      | 2     |
| 28   | Brésil           | 0  | 0      | 1      | 1     |

## Résultats par épreuve

### 2.4 Metre Handisport
| Épreuves  | Or                       | Argent                        | Bronze                   |
| --------- | ------------------------ | ----------------------------- | ------------------------ |
| Melbourne | Matthew Bugg Australie   | Paul Francis Nouvelle-Zélande | Peter Russell Australie  |
| Miami     | Bjørnar Erikstad Norvège | Megan Pascoe Royaume-Uni      | Allan Leibel Canada      |
| Hyères    | Damien Seguin France     | Matthew Bugg Australie        | Heiko Kröger Allemagne   |
| Weymouth  | Helena Lucas Royaume-Uni | Antonio Squizzato Italie      | John Brooker Royaume-Uni |

### 470 Hommes
| Épreuves  | Or                                        | Argent                                  | Bronze                                      |
| --------- | ----------------------------------------- | --------------------------------------- | ------------------------------------------- |
| Qingdao   | Jordi Xammar/Joan Herp Espagne            | Panayiótis Mántis/Pávlos Kayialís Grèce | Onán Barreiros/Juan Curbelo Cabrera Espagne |
| Abu Dhabi | Mathew Belcher/William Ryan Australie     | Panayiótis Mántis/Pávlos Kayialís Grèce | Stuart Mcnay/David Hughes États-Unis        |
| Melbourne | Alexander Conway/Patrick Conway Australie | António Rosa/João Rosa Portugal         | Angus Galloway/Joshua Dawson Australie      |
| Miami     | Luke Patience/Elliot Willis Royaume-Uni   | Mathew Belcher/William Ryan Australie   | Onán Barreiros/Juan Curbelo Cabrera Espagne |
| Hyères    | Sime Fantela/Igor Marenic Croatie         | Mathew Belcher/William Ryan Australie   | Luke Patience/Elliot Willis Royaume-Uni     |
| Weymouth  | Stuart Mcnay/David Hughes États-Unis      | Mathew Belcher/William Ryan Australie   | Panayiótis Mántis/Pávlos Kayialís Grèce     |

### 470 Femmes
| Épreuves  | Or                                           | Argent                                      | Bronze                                   |
| --------- | -------------------------------------------- | ------------------------------------------- | ---------------------------------------- |
| Qingdao   | Wei Mengxi/Xu Yani Chine                     | Xu Xiaomei/Zhang Ping Chine                 | Chen Shasha/Gao Haiyan Chine             |
| Abu Dhabi | Lara Vadlau/Jolanta Ogar Autriche            | Sophie Weguelin/Eilidh McIntyre Royaume-Uni | Ai Kondo Yoshida/Miho Yoshioka Japon     |
| Melbourne | Sasha Ryan/Amelia Catt Australie             | Jeni Lidgett-Danks/Jaime Ryan Australie     |                                          |
| Miami     | Jo Aleh/Polly Powrie Nouvelle-Zélande        | Hannah Mills/Saskia Clark Royaume-Uni       | Ai Kondo Yoshida/Miho Yoshioka Japon     |
| Hyères    | Fernanda Oliveira/Ana Luiza Barbachan Brésil | Jo Aleh/Polly Powrie Nouvelle-Zélande       | Camille Lecointre/Hélène Defrance France |
| Weymouth  | Hannah Mills/Saskia Clark Royaume-Uni        | Jo Aleh/Polly Powrie Nouvelle-Zélande       | Tina Mrak/Veronika Macarol Slovénie      |

### 49er Hommes
| Épreuves  | Or                                         | Argent                                       | Bronze                                   |
| --------- | ------------------------------------------ | -------------------------------------------- | ---------------------------------------- |
| Abu Dhabi | Tomasz Januszewski/Jacek Nowak Pologne     | Carlos Paz/Anton Paz Blanco Espagne          | John Pink/Stuart Bithell Royaume-Uni     |
| Melbourne | Nathan Outteridge/Iain Jensen Australie    | Joel Turner/Lewis Brake Australie            | Nico Delle-Karth/Nikolaus Resch Autriche |
| Miami     | Nico Delle - Karth/Nikolaus Resch Autriche | Joel Turner/Iain Jensen Australie            | Jonas Warrer/Anders Thomsen Danemark     |
| Hyères    | Peter Burling/Blair Tuke Nouvelle-Zélande  | Nathan Outteridge/Iain Jensen Australie      | Erik Heil/Thomas Ploessel Allemagne      |
| Weymouth  | Peter Burling/Blair Tuke Nouvelle-Zélande  | Marcus Hansen/Josh Porebski Nouvelle-Zélande | John Pink/Stuart Bithell Royaume-Uni     |

### 49er FX Femmes
| Épreuves  | Or                                                    | Argent                                         | Bronze                                       |
| --------- | ----------------------------------------------------- | ---------------------------------------------- | -------------------------------------------- |
| Abu Dhabi | Alexandra Maloney/Molly Meech Nouvelle-Zélande        | Lisa Ericson/Hanna Klinga Suède                | Giulia Conti/Francesca Clapcich Italie       |
| Miami     | Alexandra Maloney/Molly Meech Nouvelle-Zélande        | Giulia Conti/Francesca Clapcich Italie         | Martine Soffiatti Grael/Kahena Kunze Brésil  |
| Hyères    | Ida Marie Baad Nielsen/Marie Thusgaard Olsen Danemark | Martine Soffiatti Grael/Kahena Kunze Brésil    | Giulia Conti/Francesca Clapcich Italie       |
| Weymouth  | Martine Soffiatti Grael/Kahena Kunze Brésil           | Alexandra Maloney/Molly Meech Nouvelle-Zélande | Tamara Echegoyen/Berta Betanzos Moro Espagne |

### Finn Hommes
| Épreuves  | Or                        | Argent                        | Bronze                          |
| --------- | ------------------------- | ----------------------------- | ------------------------------- |
| Abu Dhabi | Vasilij Žbogar Slovénie   | Ivan Kljaković Gašpić Croatie | Caleb Paine États-Unis          |
| Melbourne | Edward Wright Royaume-Uni | Oliver Tweddell Australie     | Jake Lilley Australie           |
| Miami     | Giles Scott Royaume-Uni   | Ivan Kljaković Gašpić Croatie | Jake Lilley Australie           |
| Hyères    | Giles Scott Royaume-Uni   | Vasilij Žbogar Slovénie       | Edward Wright Royaume-Uni       |
| Weymouth  | Giles Scott Royaume-Uni   | Josh Junior Nouvelle-Zélande  | Andrew Murdoch Nouvelle-Zélande |

### Laser Hommes
| Épreuves  | Or                       | Argent                    | Bronze                          |
| --------- | ------------------------ | ------------------------- | ------------------------------- |
| Qingdao   | Tonci Stipanović Croatie | Pávlos Kontídis Chypre    | Tom Burton Australie            |
| Abu Dhabi | Tom Burton Australie     | Tonci Stipanović Croatie  | Jean-Baptiste Bernaz France     |
| Melbourne | Tom Burton Australie     | Matthew Wearn Australie   | Michael Bullot Nouvelle-Zélande |
| Miami     | Philipp Buhl Allemagne   | Nick Thompson Royaume-Uni | Matthew Wearn Australie         |
| Hyères    | Tom Burton Australie     | Nick Thompson Royaume-Uni | Robert Scheidt Brésil           |
| Weymouth  | Philipp Buhl Allemagne   | Matthew Wearn Australie   | Tonci Stipanović Croatie        |

### Laser radial Femmes
| Épreuves  | Or                         | Argent                           | Bronze                        |
| --------- | -------------------------- | -------------------------------- | ----------------------------- |
| Qingdao   | Zhang Dongshuang Chine     | Tina Mihelić Croatie             | Sara Winther Nouvelle-Zélande |
| Abu Dhabi | Evi Van Acker Belgique     | Tuula Tenkanen Finlande          | Anne-Marie Rindom Danemark    |
| Melbourne | Alison Young Royaume-Uni   | Tatiana Drozdovskaya Biélorussie | Line Flem Høst Norvège        |
| Miami     | Anne-Marie Rindom Danemark | Evi Van Acker Belgique           | Marit Bouwmeester Pays-Bas    |
| Hyères    | Evi Van Acker Belgique     | Gintarė Scheidt Lituanie         | Josefin Olsson Suède          |
| Weymouth  | Marit Bouwmeester Pays-Bas | Evi Van Acker Belgique           | Anne-Marie Rindom Danemark    |

### RS:X Hommes
| Épreuves  | Or                                | Argent                    | Bronze                   |
| --------- | --------------------------------- | ------------------------- | ------------------------ |
| Qingdao   | Byron Kokkalanis Grèce            | Wang Aichen Chine         | Max Oberemko Russie      |
| Abu Dhabi | Louis Giard France                | Byron Kokkalanis Grèce    | Nick Dempsey Royaume-Uni |
| Melbourne | Juozas Bernotas Lituanie          | Dmitrii Polishchuk Russie | Alexander Askerov Russie |
| Miami     | Dorian van Rijsselberghe Pays-Bas | Thomas Goyard France      | Byron Kokkalanis Grèce   |
| Hyères    | Pierre Le Coq France              | Piotr Myszka Pologne      | Byron Kokkalanis Grèce   |
| Weymouth  | Nick Dempsey Royaume-Uni          | Tom Squires Royaume-Uni   | Cho Won-woo Corée du Sud |

### RS:X Femmes
| Épreuves  | Or                       | Argent                    | Bronze                          |
| --------- | ------------------------ | ------------------------- | ------------------------------- |
| Qingdao   | Sun Jiali Chine          | Olga Maslivets Russie     | Shi Hongmei Chine               |
| Abu Dhabi | Bryony Shaw Royaume-Uni  | Charline Picon France     | Blanca Manchón Espagne          |
| Melbourne | Stefania Elfutina Russie | Joanna Sterling Australie | Maria Aadland Mollestad Norvège |
| Miami     | Bryony Shaw Royaume-Uni  | Lilian de Geus Pays-Bas   | Olga Maslivets Russie           |
| Hyères    | Lilian de Geus Pays-Bas  | Charline Picon France     | Patricia Freitas Brésil         |
| Weymouth  | Flavia Tartaglini Italie | Bryony Shaw Royaume-Uni   | Tuuli Petäjä-Sirén Finlande     |

### Nacra 17 Mixte
| Épreuves  | Or                                       | Argent                                       | Bronze                                |
| --------- | ---------------------------------------- | -------------------------------------------- | ------------------------------------- |
| Abu Dhabi | Billy Besson/Marie Riou France           | Audrey Ogereau/Matthieu Vandame France       | Moana Vaireaux/Manon Audinet France   |
| Melbourne | Jason Waterhouse/Lisa Darmanin Australie | Darren Bundock/Nina Curtis Australie         | Euan McNicol/Lucinda Whitty Australie |
| Miami     | Vittorio Bissaro/Silvia Sicouri Italie   | Ben Saxton/Nicola Groves Royaume-Uni         | Billy Besson/Marie Riou France        |
| Hyères    | Billy Besson/Marie Riou France           | Mandy Mulder/Coen de Koning Pays-Bas         | Renee Groeneveld/Steven Krol Pays-Bas |
| Weymouth  | Jason Waterhouse/Lisa Darmanin Australie | Matías Bühler Matías/Nathalie Brugger Suisse | Darren Bundock/Nina Curtis Australie  |

### SKUD 18 Handisport
| Épreuves  | Or                                         | Argent                                      | Bronze                                    |
| --------- | ------------------------------------------ | ------------------------------------------- | ----------------------------------------- |
| Melbourne | Dan Fitzgibbon/Liesl Tesch Australie       | Tim Dempsey/Gemma Fletcher Nouvelle-Zélande | Amethyst Barnbrook/Brett Pearce Australie |
| Miami     | Dan Fitzgibbon/Liesl Tesch Australie       | Alexandra Rickham/Niki Birrell Royaume-Uni  | Marco Gualandris/Marta Zanetti Italie     |
| Hyères    |                                            |                                             |                                           |
| Weymouth  | Alexandra Rickham/Niki Birrell Royaume-Uni | Marco Gualandris/Marta Zanetti Italie       | Will Street/Megan Pascoe Royaume-Uni      |